# Catoan
catoan északír folk-rock együttes.

## Pályakép
A catoan észak-ír progresszív zenekar volt, amelyet 2006-ban Belfastban alakípott meg az énekes, dalszerző, gitáros Paddy McKeown, a John Ferris, a basszusgitáros, Cavan Fyans a dobos, Rob Baker és a zeneszerző: Ruaidhri Mannion.
Az együttes neve állítólag egy betűszóból eredt, valójában rejtély.
A catoan 2008-ban megszünt.